# Ala oeste

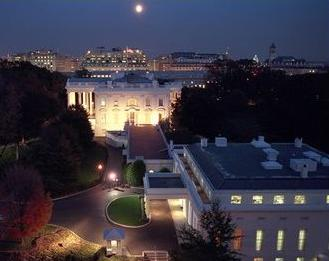
Primer plano del ala oeste de la Casa Blanca.

El ala oeste de la Casa Blanca es el lugar donde está situado el despacho oval, la sala de reuniones del gabinete, y la sala de situación. Es el lugar de trabajo diario del presidente de los Estados Unidos de América y de los miembros más importantes de su administración.
El ala este de la Casa Blanca alberga un cine privado y las oficinas de la primera dama de los Estados Unidos. En la parte exterior, alberga el Jardín de rosas de la Casa Blanca, usado históricamente para reuniones formales e informales.
Este nombre ha inspirado el de la serie El ala oeste de la Casa Blanca, que tiene como protagonista al presidente ficticio Josiah Bartlet (Martin Sheen).